# Anton Velini
Anton Velini (n. 1812 – d. 14 august 1873, Iași) a fost un pedagog român, profesor la Seminarul de la Socola și la Academia Mihăileană din Iași, primul director al Școlii Preparandale din Iași.

## Biografie
În 1832, Anton Velini este trimis la Botoșani de către Epitropia Învățătorilor din Iași pentru a organiza Școala Ținutală, școală publică a cărei organizare fusese definită de Regulamentul Organic și care trebuia să funcționeze pe lângă o biserică.
În 1834, Anton Velini beneficiază, alături de alți tineri moldoveni precum Theodor Stamaty, Anastasie Fătu, Constantin Zefirescu, Alexandru Costinescu și Leon Filipescu, de o bursă care îi permite să studieze la Viena.
După întoarcerea în Moldova este numit profesor la Seminarul de la Socola și la Academia Mihăileană din Iași.
Începând cu anul 1855 și până în 1863 este director al Școlii Preparandale, instituție destinată formării învățătorilor necesari pentru funcționarea școlilor publice din Moldova. Înființarea acestei școli fusese stabilită în „Proiectul pentru înființarea Institutului preparandal” din martie 1854, proiect aprobat printr-un hrisov al domnitorului Grigore Alexandru Ghica în 1855. Timp de 35 de ani această școală, care mai tâziu va fi numită Școala Normală „Vasile Lupu”, a funcționat pe lângă o școală primară în încăperile mănăstirii Trei Ierarhi din Iași.

## Scrieri
A publicat primul manual de metodică și pedagogie: Manual de metodică și pedagogie pentru profesorii școalelor primare, 1860.